# 哈西蓋拉
35°27′N 1°03′W / 35.450°N 1.050°W

哈西蓋拉（阿拉伯语：‎），是阿爾及利亞的城鎮，位於該國西北部艾因泰穆尚特省，由阿姆里耶區負責管轄，面積59平方公里，2010年人口12,118，人口密度每平方公里205人。